# Mariano Torre
Mariano Torre (Ushuaia, Tierra del Fuego; 27 de diciembre de 1977) es un actor, cantante y director de cine argentino. Se hizo conocido por participar en la telenovela juvenil Verano del 98.

## Carrera
En 1989 hizo su debut en la serie de televisión Mi segunda madre como Miguel, el hermano de Leticia a los 12 años.
En 1998 comenzó su carrera cinematográfica actuando en la película El juguete rabioso, con un papel protagónico.
En 1999 inicia su participación en la exitosa tira juvenil Verano del 98, interpretando a un conflictuado adolescente homosexual, de la cual formó parte hasta la última temporada en 2000.
Un año más tarde fue convocado para otra ficción dedicada al público adolescente, EnAmorArte, con Celeste Cid y Emanuel Ortega a la cabeza.También en 2001 ademá de su trabajo en la televisión, integró el elenco de la cinta Contraluz.
En 2002 actuó en la televonela Mil millones, y en 2003 en la exitosa comedia Costumbres Argentinas, una de las ficciones que le valió un gran reconocimiento en su carrera.
Integró el elenco de El deseo, en 2004, en la pantalla de Telefé, pero la ficción fue un rotundo fracaso. También ese año actuó en la obra de teatro Copias.
Le siguieron participaciones en exitosas ficciones como Los Roldán y Casados con hijos, en 2005. Además dirigió el video musical, Adoquines, de su expareja, la cantante Daniela Herrero.
En 2006 actuó en la obra Lisandro, y en 2007 en Arlequín, servidor de dos patrones junto a Luisana Lopilato, Eugenia Tobal, Maximiliano Ghione, entre otros. En 2007 además regresa a la televisión en el elenco de la poca exitosa ficción El capo, en Telefé. Además protagoniza uno de los episodios autoconclusivos de Televisión por la identidad.
Ese año incursiona también en el canto con la banda Ambulancia, siendo parte de la banda de actores músicos junto a Muriel Santa Ana y Mike Amigorena.
En el horario central de Telefé protagoniza en 2008, la comedia Aquí no hay quien viva, junto a grandes actores como Roberto Carnaghi, Daniel Hendler, Jorge Suárez, Silvina Bosco, Julieta Ortega, Jorgelina Aruzzi entre otros.
Debido al poco éxito de esta ficción, a mediados de ese año es convocado por Cris Morena para integrarse al elenco de la exitosa ficción para adolescentes, Casi Angeles. Allí interpreta en un comienzo a Serafín, un detective privado contratado por Salvador Quiroga, interpretado por Nicolás Pauls, en la cual se descubre que este mismo en realidad es el famoso y temido Juan Cruz York. Hasta fin de año encarna al villano de esta ficción. Pero al año siguiente volvió a ser convocado para la tercera temporada de este éxito juvenil, con la diferencia que pasa de ser el malvado al galán de la novela, componiendo a Camilo Estrella, hijo del villano que compuso en el segundo año. Allí enamora a la protagonista femenina de la historia, Paz Bauer Emilia Attias, y junto a ella, protagoniza este fenómeno internacional.
También en 2009 protagoniza la versión teatral del ciclo en el Gran Rex, con un éxito descomunal.
En 2010 a pesar del éxito en la ficción, y de la cuarta temporada anunciada, decidió no formar parte del cuarto año de Casi Ángeles. Ese año integró el elenco de la cinta de Juan José Campanella, Belgrano, encabezado por Pablo Rago, y en donde volvió a trabajar con Paula Reca (coprotagonista del filme). En televisión realizó una participación de algunos episodios en el exitoso unitario Para vestir santos, de Pol-ka.
Este año en la televisión pública encabeza la miniserie El paraíso junto a Agustina Cherri. Además participa en exitosas ficciones como Herederos de una venganza y Decisiones de vida.
En 2012 protagoniza en teatro la obra Incendios y en cine protagoniza el filme Otro corazón. En 2014 protagoniza Coma junto a Luz Cipriota por la televisión pública.
En 2016 participó en Los ricos no piden permiso como Pedro, el nuevo tercero en discordia de la pareja secundaria de Agustina Cherri y Gonzalo Heredia.

## Carrera musical
Fue parte del grupo musical Ambulancia junto a los actores: Mike Amigorena, Muriel Santa Ana, Luciano Bonanno, Julián Vilar y Víctor Malagrino.

## Vida personal
Desde 2009 se encuentra en pareja con la actriz y cantante argentina Elena Roger, con quien tiene una hija, Bahía, nacida en 2013 y un hijo, Risco, nacido en 2018.

## Televisión
| Año       | Título                     | Personaje                      | Canal               |
| --------- | -------------------------- | ------------------------------ | ------------------- |
| 1999-2000 | Verano del 98              | Ricardo "Ricky" Serdá          | Telefe              |
| 2001      | EnAmorArte                 | Iván Juárez Sánchez            | Telefe              |
| 2002      | 1000 millones              | Iván Lanari                    | El Trece            |
| 2003      | Costumbres argentinas      | Rafael "Rafa" Rosetti          | Telefe              |
| 2004      | El deseo                   | Pedro Mendoza                  | Telefe              |
| 2005      | Los Roldán                 | Adolfo "Adolfito"              | Canal 9             |
| 2005      | Casados con hijos          | Santiago Valducci              | Telefe              |
| 2007      | El Capo                    | Elías Yariff                   | Telefe              |
| 2007      | Televisión x la identidad  | Juan Cabandié                  | Telefe              |
| 2008      | Aquí no hay quien viva     | Federico Grimberg              | Telefe              |
| 2008-2009 | Casi ángeles               | Juan Cruz York/Camilo Estrella | Telefe              |
| 2010      | Para vestir santos         | Matías Linares                 | El Trece            |
| 2011      | Herederos de una venganza  | Paul Barquinero                | El Trece            |
| 2011-2012 | El paraíso                 | Pablo                          | TV Pública          |
| 2012      | Historia clínica           | Osvaldo Miranda                | Telefe              |
| 2014      | Coma, el amor te despierta | Felipe                         | Canal Acequia       |
| 2016      | Los ricos no piden permiso | Pedro Santibáñez               | El Trece            |
| 2016      | Estocolmo                  | Ricardo Morales                | Netflix             |
| 2020      | Gobernadores               | Conducción                     | TV Pública Fueguina |
| 2021      | Maradona, sueño bendito    | Oscar Ruggeri                  | Amazon Prime Video  |

## Cine
| Año  | Película           | Papel                      | Notas               |
| ---- | ------------------ | -------------------------- | ------------------- |
| 1998 | El juguete rabioso | Silvio Astier              | Personaje principal |
| 2001 | Contraluz          | Victorio "Vito"            | Personaje principal |
| 2010 | Belgrano           | Gregorio Aráoz de Lamadrid | Personaje principal |
| 2012 | Otro corazón       | Leonardo                   | Personaje principal |

## Teatro
| año       | Obra                                                  | Director           | Teatro                       |
| --------- | ----------------------------------------------------- | ------------------ | ---------------------------- |
| 2003      | Minetti                                               | Roberto Villanueva | Teatro Babilonia             |
| 2004      | Copias (de Caryl Churchil)                            | Teresa Costantini  | Teatro Antesala              |
| 2006      | Lisandro (de David Viñas)                             | Villanueva Cosse   | Teatro Regio                 |
| 2007-2008 | Arlequín, servidor de dos patrones (de Carlo Goldoni) | Alicia Zanca       | Teatro de la Ribera          |
| 2009      | Casi Ángeles                                          | Cris Morena        | Teatro Gran Rex              |
| 2013      | Incendios                                             | Sergio Renán       | Teatro Apolo                 |
| 2013      | Antes después de ahora                                | José Cáceres       | Teatro la cordura del copete |
| 2017      | La momia                                              |                    |                              |
| 2018      | Niní en el aire                                       |                    |                              |
| 2019      | Gente feliz                                           |                    |                              |

## Dirección
| Año  | Película                | Rol      |
| ---- | ----------------------- | -------- |
| 2015 | Navetierra (documental) | Director |